# Partenio di Gerusalemme
Partenio (in greco Παρθένιος; Atene, ... – ...; fl. XVIII secolo) è stato il patriarca greco-ortodosso di Gerusalemme tra il 1737 e il 1766.
Proveniva da Atene. Fu metropolita di Cesarea di Palestina. Scrisse una Storia della differenza tra i romani e gli armeni.